# Lampe à rayons ultraviolets

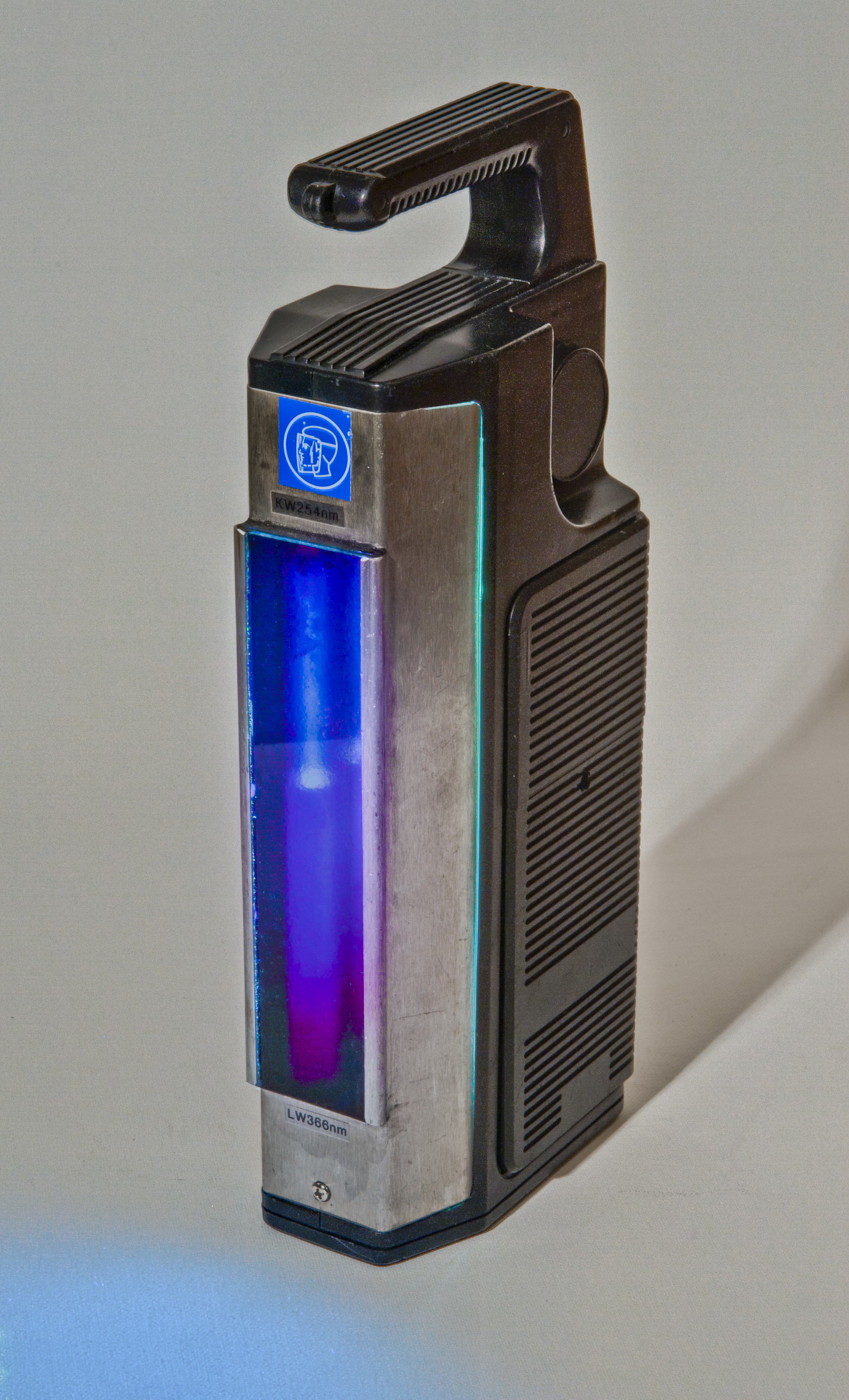
Lampe portable à ultraviolets.

La lampe à rayons ultraviolets  est une ampoule fluorescente qui envoie des rayons ultraviolets à travers un milieu que l'on souhaite stériliser sans altérer ses propriétés.

## Utilisations
Les lampes à rayons UV peuvent avoir plusieurs fonctions :
- dans l'industrie pour stériliser l'eau utilisée dans la fabrication du fromage, de même pour la stérilisation de la gélose des boîtes de Petri en microbiologie, ce qui permet de consommer moins d'énergie qu'une stérilisation par autoclave ;
- une entreprise japonaise a développé une lampe à UV émettant des rayons d'une longueur d'onde de 222 nm, présentés par l'entreprise comme moins dangereux pour les humains mais capables d'inactiver 99 % des coronavirus SARS-CoV-2 présents dans une pièce en quelques minutes[1] ;
- des minerais ou des gemmes sont analysés avec des rayons UV ;
- l'identification des billets de banque qui peuvent paraître semblables sous la lumière visible et différents sous la lumière UV ;
- en biochimie ou dans certains effets spéciaux, des colorants fluorescents UV sont employés dans de nombreuses applications ;
- pour le séchage des encres et de certaines colles ;
- pour la stérilisation de l'eau des puits de ville ;
- pour la dégradation des produits phénoliques comme l'acide paracoumarique ;
- en médecine, plus particulièrement en dermatologie, la lampe de Wood est utilisée pour effectuer le diagnostic de certaines affections cutanées (notamment bactériennes ou fongiques).

## Dangers de son utilisation
Les lampes à UV peuvent aussi être utilisées dans les solariums. Cette utilisation est toutefois considérée comme cancérogène par le Centre international de recherche sur le cancer. Elle est dangereuse pour la peau et pour les yeux :
- vieillissement prématuré de la peau, voire développement de cancer[2], notamment en cas d'exposition dès l'enfance ;
- cataractes si des lunettes de protection ne sont pas utilisées.